# Vârful Poiana Săcălești, Obcina Brodinei
Vârful Poiana Săcălești sau Poiana Sacalâș, având înălțimea de 1.316 m,  este cel înalt vârf din sub-grupa montană Obcina Brodinei, fiind continuarea Obcinei Şurdin, parte a Carpaților Orientali.